# Frank Ordenewitz
Frank Ordenewitz (Dorfmark, 25 de março de 1965), é um ex-futebolista alemão que atuava como centroavante.

## Carreira

### Werder Bremen
Nascido em Dorfmark, Frank começou no TSV Dorfmark, clube de sua cidade natal, migrando para a base do Werder Bremen com 16 anos em 1981. Estreou pelo Bremen no dia 30 de abril de 1984, pela semifinal da Copa da Alemanha, na derrota por 5 –4 para Borussia Monchengladbach. Já seu primeiro gol foi no empate de 1–1 contra o Waldhof Mannheim, pela 5ª rodada da Bundesliga de 1984–85.
Contando as categorias de base, o time B e o principal, ficou de 1981 até 1989 no clube, jogando 127 partidas e marcando 37 gols pelo principal, faturando a Bundesliga de 1987-88 e a Supercopa Alemã em 1988.[carece de fontes?] Destaca-se também seu ato de fair play ao assumir ter colocado a mão na bola em um jogo da Bundesliga, em 1988, contra o seu futuro time, o Köln. Receberia nesse ano o Prêmio Fair Play da FIFA pelo ato.

### Köln, Japão e fim de carreira
Também jogou no Köln de 1989 a 1993, sendo vice-campeão da Copa da Alemanha de 1990–91, ficando marcado pela conduta anti-desportiva nas semifinais da competição contra o Duisburg. Posteriormente em 1994 para o Japão jogar no JEF United, onde foi artilheiro da J-league de 1994, com 30 gols.
Jogaria ainda depois no Hamburguer SV, no Vegalta Sendai e no VfB Oldenburg. Jogaria também nos times de menor expressão TSV Ottersberg e no VSK Osterholz-Scharmbeck, clube em que encerrou a carreira aos 41 anos de idade. Marcou ao todo 68 gols em 272 jogos pela Primeira Divisão Alemã.

## Seleção alemã
Jogou somente duas partidas pela seleção da principal da Alemanha em 1987.

## Casos de Fair Play

### Fair Play
Em um jogo da Liga Alemã contra o FC Köln, dia 7 de maio de 1988, Ordenewitz, na época jogando Werder Bremen, admitiu ao árbitro que havia colocado a mão na bola dentro na grande área. O FC Köln venceu a partida por 2–0. Por seu espírito esportivo e jogo limpo, ganhou o prêmio FIFA Fair Play naquela temporada.

### Conduta anti-fair play
Quando jogava pelo Köln, Ordenewitz protagonizou um episódio bizarro, em 7 de maio de 1991, numa partida válida pela semifinal da Copa da Alemanha de 1990-91, contra o MSV Duisburg. Depois de um 0–0 fora de casa no Wedaustadion, o time de Ordenewitz venceu o 2º jogo por 3–0 e garantiu a ida para final. Mas o que ficou marcado foi uma conversa entre Ordenewitz e o então treinador do Köln, Erich Rutemöller.
Após receber um cartão amarelo que o tiraria da final (ao tomar dois cartões, o jogador era suspenso. No caso, Ordenewitz já tinha recebido um contra o FC Kaiserlautern, segunda rodada da Copa Alemã). Mas prevendo este fato, Rutemöller pediu na conversa com Ordenewitz que o mesmo provocasse a sua expulsão (as expulsões não eram vinculadas a uma competição específica, sendo assim, poderiam ser pagas em um jogo de Bundesliga ou Copa Alemã). O então treinador gritou as seguintes palavras: " Mach et, Otze " (Faça, Otze).
Quando foi expulso, o jogo já estava 2–0 para o Köln, tendo os gols sido feitos por Higl, e pelo próprio Ordenewitz. Maurice Benach ainda marcaria mais um para fechar a conta. Com o que Rutemöller falou em sua cabeça e com a pretensão de forçar um cartão para disputar a final, Ordenewitz tentou causar a sua expulsão, mas não teve sucesso no início: apesar de uma executar uma falta dura e tumultuar o jogo, ele não foi expulso. Foi apenas quando chutou a bola para longe quando o jogo estava parado, aos 85 minutos, o árbitro Markus Merk o expulsou. A estratégia foi bem sucedida, pois o Köln avançou a final devido a vitória de 3 a 0, porém, Rutemöller falou em entrevista dada à ZDF após o apito final: “Otze veio até mim e eu disse que não deveria se arriscar. E então eu disse: Faça isso!".
Era o que a federação precisava ouvir para vetar Ordenewitz da final. Após empatar por 1 a 1 no tempo normal, o Köln perdeu por 4 a 3 nos pênaltis para Werder Bremen, ficando com o vice-campeonato. Ordenewitz acabou suspenso por conduta anti-desportiva e Rutemöller foi condenado a pagar uma multa de 5.000 marcos alemães (aproximadamente R$ 17.500,00 nos dias de hoje).

## Títulos

### Werder Bremen
- Bundesliga: 1987–88
- Supercopa da Alemanha: 1988

### Prêmios individuais
- Artilheiro da J-League de 1994: 30 gols
- Prêmio Fair Play da FIFA: 1988